# Чернобаевская площадь
Чернобаевская площадь (укр. Чорнобаївська площа) — площадь в Святошинском районе города Киева, в местности Святошино.
Расположена под путепроводом Берестейского проспекта, пролегает вдоль железной дороги от Депутатской до Святошинской улицы. 

## История
Возникла в начале 1970-х годов после открытия станции метро «Святошино» (ныне станция «Святошин») и переноса ближе к метро пассажирской железнодорожной платформы станции Святошин. В 1975—1977 годах носила название Тульськая площадь. В 1977-2022 годы именовалась площадь Героев Бреста — в честь защитников Брестской крепости.
В процессе дерусификации городских объектов, 28 октября 2022 года площадь получила современное название.

## Транспорт
- Метро Святошин
- Автобусы 37, 89, 90, 97
- Маршрутное такси 174, 187, 202, 203, 348, 357, 358, 373, 375, 379, 380, 381, 381-К, 381-С, 385, 386, 387, 388, 391, 413, 461, 490, 497, 510, 561, 721, 746, 748, 750, 759, 760, 761, 762, 763, 764, 765, 766, 767, 768, 769, 770, 771, 772, 773, 774, 775, 776, 778, 779, 816
- Троллейбус 41
- Железнодорожная станция — Святошин

На площади расположена конечная остановка маршрутных такси пригородного сообщения западного направления, отправляются микроавтобусы в Ирпень.
Рядом расположены вещевой и продуктовый рынок.